# Barnówko (przystanek kolejowy)
Barnówko – nieistniejący przystanek osobowy w Barnówku w Polsce, w województwie zachodniopomorskim, w powiecie myśliborskim, w gminie Dębno.